# Jean d´Aire (Rodin)
Jean d'Aire es una escultura en bronce realizada por el artista francés Auguste Rodin y concebida aproximadamente en el año de 1885. Dicha escultura, junto con Eustache de Saint-Pierre, Pierre de Wiessant, Jacques de Wiessant, Jean de Fiennes y Andrieu d'Andres, forma parte del conjunto escultórico de Los burgueses de Calais inaugurado en 1895.

## Obra
Tras la entrega de la primera maqueta de Los burgueses de Calais, el escultor francés se dedicó a desarrollar, de forma individual, cada una de las esculturas que compondrían el conjunto, de ahí que durante el proceso de creación de la obra, Auguste Rodin experimentó en distintos soportes y poses la obra como parte de su método de trabajo. De ahí, también, que hayan surgido estudios y piezas independientes de distintas partes del cuerpo de los personajes. A ejemplo de esto último, se encuentra el busto de Jean d'Aire exhibido en la exposición de Monet/Rodin en 1889.
Primero trabajó el cuerpo desnudo del personaje como estudio de la figura humana con el fin de ir capturando una mayor expresividad y emoción en la escultura. Parte de este proceso es la segunda maqueta, en la que se muestra a Jean d'Aire cubierto parcialmente por una especie de toga; la cuerda que lleva en su cuello es mucho más evidente y la lleva hacia su costado izquierdo; en sus manos sostiene una especie de almohadilla sobre la que descansan las llaves de la ciudad de Calais; su rostro y postura remarcan el pesar de la tarea que debe realizar.

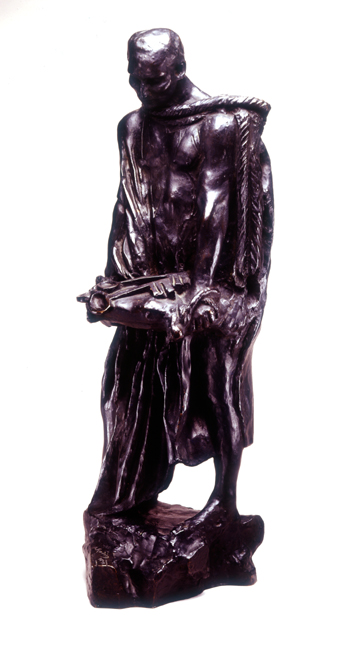
Segunda maqueta de Jean d´Aire. Museo Soumaya

En la escultura que se encuentra en el conjunto se observa a un hombre de pie con el cuerpo demacrado, perceptible a través del camisón que porta como vestimenta, así como hombros muy cuadrados. Sus puños se muestran apretados sosteniendo una llave, mientras que sus muñecas están amordazadas. Su rostro, con los ojos hundidos y sus labios apretados, parece buscar reflejar el peso del sacrificio que está realizando el personaje.

## Los burgueses de Calais
Basado en el episodio histórico al inicio de la Guerra de los Cien años. En 1346 el rey Eduardo III dirigió un sitio en la ciudad de Calais, el cual por su ubicación era un lugar estratégico, tras intentar tomar la ciudad sin conseguirlo en febrero de 1347 tomó la decisión de dejar morir de hambre a los habitantes. Tras negociaciones, aceptó liberar del sitio a Calais a cambio de seis prisioneros, quienes debían ir con un camisón y una soga en el cuello, rendirse ante él y entregarle la llave de la ciudad. Los elegidos para ello fueron hombres notables dentro de la ciudad, burgueses. Al llegar a la presencia de Eduardo III de Inglaterra este ordenó que los colgaran, pero consiguieron el indulto por intercesión de la reina Filipa. Este suceso fue considerado un acontecimiento glorioso.
Tras la derrota francesa frente al ejército alemán en 1871 durante la guerra franco-prusiana, le fue comisionada esta obra a Rodin en 1885. En el fondo el objetivo era minimizar la pérdida de Francia a través de exaltar el heroísmo patriótico, así como la referencia al sacrificio. Para la composición Rodin trabajó durante cuatro años en distintos estudios y escalas de cada uno de los burgueses, por lo que Los burgueses de Calais estuvo terminada en 1888 y fue inaugurada en la ciudad del hecho en 1895.